# 1931 في أستراليا
فيما يلي قوائم الأحداث التي وقعت خلال عام 1931 في أستراليا.

## سياسة

### انتهاء فترة المنصب
- 19 ديسمبر – بول جونز عضو مجلس النواب الأسترالي.
- 19 ديسمبر – جون كيرتن عضو مجلس النواب الأسترالي.

## مواليد

### مارس
- 11 مارس – روبرت مردوخ[1]

### أكتوبر
- 2 أكتوبر – كيث كامبل متسابق دراجات نارية أسترالي.

## وفيات

### نوفمبر
- 27 نوفمبر – ديفيد بروس (مواليد 1855)[2]